# Касим Аль-Кадрі
Шаріф Касим Аль-Кадрі (араб. قاسم بن عبد الرحمن القدري; д/н — 25 лютого 1819) — 2-й султан Понтіанаку в 1808—1819 роках.

## Життєпис
Походив з династії Аль-Кадрі. Син султана Абдуррахмана.Дата народження невідомо, десь в 1760-х роках. З 1771 року, моменту утворення султанату Понтіанак активно обрав участь в дипломатичних перемовинах та військових кампаніях.
У жовтні 1778 року очолив посольство до Батавії, де вів перемовини з представниками Голландської Ост-Індської компанії, результатом стало укладання договору у 1779 році, за яким султанат визнав номінальну зверхність Компанії, а натомість отримав військового союзника. 1786 року також вів перемовини з голландцями, результатом чого стали спільні дії проти раджанату Мемпава, якій було завдано поразки. У Нижній Мемпаві Касим став правителем з титулом панембахан. Активно займався встановленням контролю над племенами даяків, зумів дипломатією підкорити китайські колонії.
У 1790-х роках очолив частину знаті, домагаючись отримання статусу спадкоємця. Йому протистояли прихильники його зведеного брата Усмана. Батько декілька разів призначав спадкоємцем то одного, то іншого з братів. Зрештою призначення отримав Усман.
1880 року після смерті батька рушив на столицю, яку без бою зайняв. За цим відправив у хадж брата Усмана, а сам став султаном. В цей час вплив голландців на Калімантані внаслідок подій в Європі (Наполеонівські війни) суттєво послабшав. Цим скористався Касим, який змусив ліквідувати в своїх землях голландські форти. Водночас зберігав мирні відносини з сусідами, окрім султанату Самбас, що сприяв піратству. 1812 року уклав проти нього союз з британським губернатором Яви та інших голландських колоній Стемфордом Рафлзом. Водночас активно підтримував китайських колоністів та Республіку Ланьфан, в яких вбачав противагу європейцям.
1817 року відновив дипломатичні відносини з представниками королівства Нідерландів, що ще 1816 року повернули владу на Яві та Суматрі (відповідно до рішень Віденського конгресу). Вимушений був погодитися на поновлення присутності останніх в Понтіанаку, що сталося 1818 року. Раптово помер 1819 року. Йому спадкував зведений брат Усман.